# Gmina Škofja Loka
Škofja Loka – gmina w Słowenii. W 2006 roku liczyła 18 000 mieszkańców.